# Rhinocladium coprogenum
Rhinocladium coprogenum är en svampart som beskrevs av Sacc. & Marchal ex Marchal 1885. Rhinocladium coprogenum ingår i släktet Rhinocladium, divisionen sporsäcksvampar och riket svampar.   Inga underarter finns listade i Catalogue of Life.